# Sala Municipal d'Exposicions d'Onda
La Sala Municipal d'Exposicions d'Onda (1971-2005) fou un espai físic d'exposicions temporals, que es trobava al soterrani de l'antic Ajuntament d'Onda, sota el Salo de Plens, d'uns 80 m², amb les parets de formigó, sense cap revestiment, i amb unes claraboies al sostre. La llum groguenca dels focus i el color verd clar del formigó combinaven excel·lentment amb qualsevol obra artística.
La Sala Municipal d'Exposicions d'Onda, coneguda popularment com La Saleta Municipal, fou inaugurada el mes d'octubre de 1971, per la Fira d'Onda, amb una exposició dels dos majors ceramistes onders contemporanis: Angelina Alós i Manolo Safont.
Manolo Safont fou el director, encarregat i muntador de les exposicions, tot en ú. Fou qui seleccionava els artistes invitats, amb criteris personals, és clar, però que aconseguiren convertir aquesta Saleta Municipal en un dels referents dels corrents artístics més avantguardistes del País Valencià.
Any rere anys, des de 1972 fins a 1978, a l'octubre, aprofitant la Fira d'Onda, a l'inici del curs i de la temporada expositiva, i on tot el poble sortia massivament al carrer, es feren set exposicions col·lectives, les cinc primeres anomenades Art Castellonenc d'Avui, i les dues darreres Art d'Avui al País Valencià En aquestes exposicions col·lectives participaren molts dels artistes que havien exposat o exposarien individualment a la Saleta Municipal.
La Saleta Municipal mantenia l'activitat expositiva durant tot l'hivern. Aquesta dècada, en els darrers anys del Franquisme i la Transició, fou la més activa i brillant. Amb posterioritat, la política local i conflictes personals van fer impossible la continuïtat del projecte, fins als anys 1983 i 1984 en què es recuperà parcialment, per no recuperar-se mai més.
Aquest projecte expositiu aconseguí que molts onders, de tota condició i amb gusts artístics diametralment oposats, consideraren que cada cap de setmana era imprescindible passar per la Saleta Municipal, bé per elogiar les obres, bé per criticar l'obra exposada, a l'artista, i inclús, al director. Manolo Safont havia aconseguit en eixos anys convertir la visita setmanal per veure art modern en un hàbit.
La Saleta Municipal continuà oferint exposicions però ja no tingué la qualitat aconseguida en els anys 70, ni la continuïtat ni la coherència ni uns criteris clars. Els encarregats posteriors no pogueren portar una programació definida i coherent, i el component localista acabà imposant-se.